# Laudis canticum
Laudis canticum (in lingua italiana " Canto di lode") è una costituzione apostolica promulgata da papa Paolo VI il 1º novembre 1970.
La costituzione apostolica promulga il testo del nuovo Breviario romano che prende il nome di Liturgia delle ore. 
«Il canto di lode, che risuona eternamente nelle sedi celesti, e che Gesù Cristo Sommo Sacerdote introdusse in questa terra di esilio, la Chiesa lo ha conservato con costanza e fedeltà nel corso di tanti secoli e lo ha arricchito di una mirabile varietà di forme.» Così papa Paolo VI inizia la costituzione Laudis canticum.
Egli passa poi a fare una breve storia della evoluzione del Breviario romano a partire dal suo primo codificatore, cioè colui che diede al Breviario una forma "canonica" uniforme, cioè papa Pio V nel 1568, e citando brevemente le modifiche ad esso apportate dai successori, in particolare i papi Sisto V,  Clemente VIII, Urbano VIII, Clemente XI, fino ad arrivare alla sua riforma operata da papa Pio X, che la promulgò nel 1911. Cita quindi i successivi interventi in materia di papa Pio XII e del suo successore papa Giovanni XXIII. Rammenta quindi che fu il Concilio Vaticano II, nel contesto della riforma della Liturgia, a volere un ammodernamento del Breviario, istituendo allo scopo «…un gruppo particolare, il quale, con la collaborazione di uomini dotti e versati nella scienza liturgica, teologica, spirituale e pastorale, ha lavorato per sette anni con somma diligenza e impegno alla preparazione del nuovo libro per la Liturgia delle Ore.», cambiandone anche la denominazione da Breviario a Liturgia delle Ore.
Elenca quindi i criteri e l'ordinamento della nuova  Liturgia delle Ore consistenti:
- nell'adattabilità a «…persone di cultura e livelli diversi, dando la possibilità ad ognuno di adeguarla alla propria condizione e vocazione» ed è stato redatto il testo in modo che possa essere utilizzato «…non solo i chierici, ma anche i religiosi, anzi gli stessi laici.»;
- in una maggior aderenza alle situazioni della vita moderna, con l'abolizione dell'Ora di Prima e l'attribuzione di una maggior importanza alle Lodi mattutine e ai Vespri, che ora «assumono invece una grande importanza, poiché rivestono il carattere di vere preghiere del mattino e della sera.», e la revisione dell'Ora media;
- nella riduzione dell'obbligo giornaliero e l'aumento della variabilità dei testi;
- nell'abolizione del ciclo settimanale del Salterio, che è stato distribuito su quattro settimane in una nuova versione latina;
- nella disposizione delle letture della Sacra Scrittura in modo da concordare con quello delle letture della Messa;
- nell'eliminazione dal testo di tutto ciò che non è conforme alla realtà storica e la revisione delle letture agiografiche;
- nell'aggiunta delle Invocazioni alle Lodi mattutine.

Dopo alcune considerazioni sulla importanza per coloro che hanno ricevuto gli Ordini Sacri di effettuare le letture della Liturgia delle Ore quale preghiera foriera di grandi benefici spirituali per la Chiesa e dopo aver formulato auspici e speranze di un utilizzo universale e convinto di tale strumento di preghiera, il Papa ne stabilisce l'immediata entrata in vigore invitando le Chiese nazionali a provvedere sollecitamente alla traduzione dei testi nelle lingue locali di competenza ed a fissarne la loro entrata in vigore. 
Termina la costituzione autorizzando alcune eccezioni che consentono in determinati casi il mantenimento totale o parziale del precedente Breviario.